# Goji Sakamoto
Goji Sakamoto (坂本 剛二, Sakamoto Gōji, Iwaki, Fucuxima, 2 de novembro de 1944 - Hitachi, Ibaraki, 4 de novembro de 2018) foi um político japonês do Partido Liberal Democrata, um membro da Câmara dos Representantes na Dieta (legislatura nacional). Nascido em Iwaki, Fucuxima e graduado pela Universidade Chuo, ele serviu na assembléia da cidade de Iwaki desde 1972 e na assembléia da prefeitura de Fucuxima por três mandatos desde 1975. Em 1986, ele correu sem sucesso para a Câmara dos Representantes. Ele correu novamente quatro anos depois e foi eleito pela primeira vez.
Em 4 de novembro de 2018, Sakamoto morreu de insuficiência cardíaca no hospital em Hitachi, Ibaraki. Ele tinha 74 anos.